# Casinos
Casinos – gmina w Hiszpanii, w prowincji Walencja, we wspólnocie autonomicznej Walencja, o powierzchni 41,48 km². W 2011 roku liczyła 2864 mieszkańców.